# دوري الدرجة الأولى الكويتي 2018–19
دوري الدرجة الأولى الكويتي 2018–19 هو موسم من دوري الدرجة الأولى الكويتي. فاز فيه نادي اليرموك الرياضي.